# Jean Boulbet
 (juin 2016).
Jean Boulbet, né le 2 janvier 1926 à Sainte-Colombe-sur-l'Hers et mort le 11 février 2007 à Phuket en Thaïlande, est un écrivain et ethnologue français, spécialiste de l'Asie du Sud-Est.
Surnommé « Dam Böt » (prononcer « Dame Beutte ») par les Cau Maa du Viêt Nam (prononcer Tchao Maak, en insistant à peine sur le k final), il fut ensuite appelé « Tabé » par les Khmers, surnom repris par les Thaïs, incapables de prononcer ses prénom et patronyme français. Le nom « Tabé » vient de la contraction du cambodgien « Ta » (« ancêtre, grand-père, terme honorifique ») et « (Boul)BET » : l'ancêtre Bet (ou Bé).

## Biographie
Enfant doué, issu d'un milieu modeste, encouragé par ses instituteurs et professeurs, c'est un polyglotte parlant à la fin de sa vie couramment anglais, espagnol, italien, khmer, thaï, vietnamien, cau maa’, et stieng.
S'il se présente comme un mécréant, cependant très influencé de bouddhisme, il est, non pas un « aventurier », ce que Boulbet déteste qu'on dise de lui, mais un savant interdisciplinaire  — autodidacte certes —  mais talentueux et intuitif[non neutre] (la "bonne dose de génie" n'est pas bien sûr à prendre au premier degré comme un qualificatif élogieux non neutre mais au second degré, avec humour, en référence à ses recherches d'ethnologue pendant plus de 16 ans, entre 1947 et 1963, chez le peuple de chasseurs-cueilleurs Cau Maa' dans le "Domaine des génies").
Ethnologue, poète, archéologue, botaniste, géographe, forestier, cartographe, sociologue, philosophe, s'il agit souvent dans sa vie comme un héros, notamment durant la Seconde Guerre mondiale, la guerre du Viêt Nam ou la guerre du Cambodge, il est foncièrement antimilitariste (c'est-à-dire non pas opposé à l'armée mais à la guerre), et libertaire, voire anarchiste.
Il aime la bonne chère, confectionner son propre pain, même dans ses campements les plus rudimentaires, est curieux de tout, aime les gens, et, surtout, le monde animal, les fleurs et les arbres, et il adore Georges Brassens, qu'il écoute encore quelques heures avant sa mort : Auprès de mon arbre, À l’eau de la Clairefontaine, Les copains d'abord.

### Résistance
En 1941, il est résistant à Arles dès l'âge de quinze ans, distribuant des tracts gaullistes et portant des messages. À 17 ans, il est FFI dans le maquis du Picaussel (Ariège). En, 1944, suivant le débarquement de la 1re armée française, « Rhin et Danube », du général de Lattre de Tassigny il s'y engage volontairement. Il a 18 ans. Il est affecté à la 9e DIC (Division d'infanterie coloniale) et fait toute la campagne de France puis la campagne d'Allemagne comme éclaireur, auteur de plusieurs actions héroïques (dont le sauvetage sous le feu d'un de ses officiers laissés pour mort). Il se bat notamment contre la division SS Das Reich. Répondant à l'appel du général Leclerc et de Massu, il est encore volontaire pour se battre dans le Pacifique dès juin 1945 mais, à la suite des bombardements atomiques, les Japonais se rendent en août.
La 9e DIC, arrivée en septembre 1945 à Saigon, est employée au maintien de l'ordre en Indochine et pour réaffirmer le retour de la présence française, contre les dernières troupes japonaises résistant encore et face aux premiers rebelles communistes. C'est la fin de la Seconde Guerre mondiale pour lui. Il choisit d'être démobilisé sur place.

### Après Guerre
Avec le petit pécule obtenu, associé avec deux de ses camarades dont Maurice Chauvin, il achète au Viêt Nam une terre dans la région des hauts plateaux, à Blao (aujourd'hui Bao Loc) et devient planteur de thé et de café sur la plantation Darnga, à environ 120 km au nord-ouest de Saigon, près du fleuve Donnaï (Dda Dööng en cau maa' : « la grande eau » ; aujourd'hui nommé Dong Nai en vietnamien). C’est dès 1946 que ce cartographe dans l’âme explore les hautes terres boisées de l’intérieur, recouverte d'une forêt dense primaire d'aspect impénétrable. Il y découvre la population autochtone de cette région alors presque inconnue des Vietnamiens du delta et du littoral et des Français, les Cau Maa’, population proto-indochinoise dont une partie reste insoumise, qu'il commence à ethnographier de manière autodidacte. Depuis la Darnga il rayonne, de plus en plus loin chaque fois, se mêlant aux habitants, partageant leur vie dès qu'il le peut, et comme il le peut, chassant à leurs côtés. Il apprend leur langue, et quelques autres dialectes voisins (stieng, mnong, srê…), sans compter de bonnes notions de vietnamien. Auprès des Cau Maa', pendant plus de quinze ans, il acquiert ce sens extrême des plantes, de la faune, de la nature, des hommes et de leurs interdits, qui va marquer son œuvre et faire de lui un être à part. Il est bientôt capable de décrire leurs modes et techniques, mais aussi de traduire les récits de leur riche littérature orale.
En 1954, l'ethnologue Georges Condominas alias « Condo », alias Yô Sar Luk en mnong gar), en mission dans la région pour le compte de l'École française d'Extrême-Orient, entend parler de lui, notamment par les pères :
- Jacques Dournes (alias Dam Bo, appelé à intégrer le CNRS par la suite, célèbre ethnologue des Jörai et des Srê de la même région),
- Daniel Léger (futur spécialiste des Bahnar-Jölöng, population établie dans la région de Kon Tum, plus au nord),
- Marcel Boutary,
- Jean Moriceau,

des Missions étrangères de Paris.
Une rencontre a lieu entre les deux hommes. On peut imaginer celle-ci à l'instar de la rencontre de Stanley et Livingstone sur les rives du Tanganyika en 1871 : « Jean Boulbet, je présume ? ». Intéressé par la richesse des matériaux ethnographiques déjà collectés par Boulbet sur les Cau Maa', livrés dans ses carnets, ses enregistrements sonores et ses nombreuses photographies, Georges Condominas l'encourage à poursuivre ses recherches. Désormais, il lui servira de mentor et de formateur scientifique pour l'ethnographie.
Le botaniste français Maurice Schmid, de l'Office de la recherche scientifique et technique outre-mer, lui enseigne la rigueur de la classification botanique en échange de son savoir en ethnoscience locale : les Cau Maa' lui ont enseigné l'essentiel de leur propre savoir sylvestre et botanique qui intéresse Schmid. Le sociologue Raymond Eches le conseille également. En 1949, plusieurs chercheurs et spécialistes de terrain, dont Condo, le linguiste André-Georges Haudricourt et Dournes, s'étaient réunis au sein d'une éphémère « Commission de Dalat » afin de créer et adopter conjointement un système de transcription phonologique de toutes les langues proto-indochinoises. Informé par Condo, Boulbet apprend ce système, et l'adapte aux spécificités de la langue cau maa'. Désormais, il est en mesure de rendre les richesses de leur langue et de leur tradition orale dans leurs subtilités. Il a notamment transcrit et traduit le coutumier cau maa' ainsi que les pièces maîtresses de leur littérature orale.

### Cartographie
Au fil des années, Boulbet se forme aussi à la géographie et à la cartographie de terrain, notamment sous la direction du géographe Jean Fontanel rencontré au Cambodge dans les années 1960. Il lève pour la première fois la carte de la région de Blao puis de l'ensemble de l'immense territoire des Cau Maa', le fameux « Domaine des génies ». Jusqu'alors, il subsistait des blancs sur les cartes à propos de cette région. Il étend progressivement ses observations à l'ensemble de la région des hauts plateaux dans cette partie de l'Indochine, retrouvant au passage quelques plantes rares pensées disparues, et découvrant de nouvelles espèces. Au début des années 1950, il met au jour, en territoire cau maa', après Georges Condominas chez les Mnong Gar et Jacques Dournes chez les Srê (ou Koyö) le troisième exemplaire du plus vieil instrument de musique du monde : le lithophone, constitué de plusieurs plaques de pierre aux sonorités différentes. C'en est aussi le premier exemplaire intact et complet,,,,,,.

### L'affaire de Tamong
Début 1951, un groupe de Cau Maa', survivants de la population du village de Tamong massacrée par un autre sous-groupe cau maa' venu de la région peuplée par les derniers insoumis, les plus farouches, vient le rencontrer pour les aider à régler le conflit qui les oppose à leurs adversaires. C'est le début de « l'affaire de Tamong » qui va lui ouvrir, presque miraculeusement, les portes du dernier sanctuaire cau maa' insoumis, le territoire des Maa' Huang ou Maa' de l'Ouest, qui vivent dans la grande boucle du fleuve Donnaï et refusent tout contact, toute intrusion étrangère. Première tentative manquée : connu comme spécialiste de la langue et du groupe, il se voit obligé d'accompagner deux gendarmes pour tenter de pénétrer avec eux le territoire des insoumis. Ils sont rejetés et même pourchassés, faillant y perdre la vie …  Boulbet décide alors de ne plus jamais se compromettre avec des militaires ou des policiers et décide de retourner seul vers ce sanctuaire maa'. Il y parvient grâce à l'aide de ses amis cau maa' habitant non loin de sa plantation, alliés ou parents de ceux de l'Ouest.
« J'arrive à un gué du fleuve, avec mes guides et amis, presque nus, seulement vêtus de leur pagne et armés en « guerre »(c'est-à-dire en parade) de leur grand coupe-coupe courbe porté avec prestance sur l'épaule, de leur lance, de leur bouclier et de leur arbalète en palissandre. Ils ont de belles plumes de coq plantés dans leur longue chevelure relevée en chignon. Ils se penchent aussitôt, comme c'est leur habitude dès qu'ils trouvent de l'eau propre, pour affûter leurs lames. À cet instant, une volée de carreaux d'arbalètes surgie de nulle part, de la lisière de la forêt voisine, de l'autre côté du ruisseau, se plante à nos pieds en signe d'avertissement. Comme pour dire « ne faites pas un pas de plus »… (on lui demande : « alors, qu'avez-vous fait ? »). « Eh bien, j'ai avancé, évidemment …  J'ai traversé la rivière avec mes amis et nous avons pénétré le sanctuaire. Personne ne nous a tué »[réf. nécessaire].
Pendant plus d'une décennie, il partage leur vie alors que ce peuple suit encore les us et techniques de ses ancêtres, vivant dans de belles longues maisons de bois et bambou sur pilotis, pratiquant l'essartage en forêt (agriculture itinérante sur brûlis avec longue jachère forestière nourrie des seules pluies de la mousson, à dominante rizicole ; également appelée « riziculture sèche ou de montagne »).
À Saigon, ses compatriotes entendent parler de ce qu'ils appellent ses exploits et le surnomment le « roi des Moïs ». Les Proto-Indochinois ont toujours été appelés traditionnellement « moï » (sauvages) par les Vietnamiens. Ce nom a été repris et francisé en « Moï » mais sans nuance péjorative. La plupart de ces gens, y compris d'autres groupes que les Cau Maa', vivent sur des collines et plateaux boisés relativement élevés par rapport aux terres basses de la côte et les Français les appellent donc aussi les « Montagnards » bien qu'ils n'en soient pas vraiment. En réalité, rares sont les Français, et même les Vietnamiens, à parler la langue de ces peuples autochtones. Les Vietnamiens viennent du nord du pays et ont mis plus d'un millénaire d'âpres luttes contre les Chams, les Khmers et l'ensemble des Proto-Indochinois pour finaliser leur fameuse « descente vers le sud » et s'installer jusqu'à Saigon et la pointe de Camau.
Boulbet est, non pas un quelconque roi ou prince de ceci ou cela, mais un authentique connaisseur des cultures concernées. Il est capable de s'adresser à ces gens dans leur dialecte, sait les manières et leurs formes de politesse. Il connaît leur écologie, leur faune, leur flore, leurs techniques, ainsi que leurs grands récits épiques, jusqu'aux plus paillards. Respecté des anciens comme des jeunes, apprécié des femmes (célibataire et bel homme), bon marcheur en forêt du fait de ses origines pyrénéennes, il est vu par les Cau Maa' et autres groupes comme un excellent médiateur avec le monde, effrayant pour eux, de l'administration française, de l'administration vietnamienne, et plus largement avec le monde moderne dont il est issu, porteur de ses magies impressionnantes et utiles (appareil photo, enregistreur Nagra, antibiotiques, antiseptiques, antipaludéen). D'autant plus que les Cau Maa' ont pris conscience que l'intrusion du monde extérieur dans leur Domaine des génies jusque-là intouché est désormais inéluctable.
Tombé sous le charme d'une jeune fille cau maa', il est bientôt père d'une fille, Laure, qui, le moment des études venues, ira étudier à Saïgon puis en France où elle s'installera par la suite avant de s'y marier. Il en aura quatre petits-fils : Laurent, Éric, Céryl et Dany.

### Guerre d'Indochine
La guerre française en Indochine se passe alors surtout au nord du pays, vers Hanoï, et un peu sur le littoral central ou sud. La région des hauts plateaux est assez préservée jusqu'à la fin des années 1950. Mais la guerre américaine du Viêt Nam commence à cette époque et n'épargne plus personne ni aucun lieu. Bientôt, des bombardements intensifs vont s'acharner à détruire les villages et les essarts (champs en forêt) des Proto-Indochinois, à coup de bombes, de napalm et de défoliant. Les troupes communistes, elles aussi, s'aventurent de plus en plus dans la région des hauts plateaux au fil des années. Les Viet-minh, puis les troupes de l'armée nord-vietnamienne, puis les rebelles Viêt-công du Sud, commencent de sillonner ce territoire, visitant régulièrement les villages, surtout la nuit. Parfois ils assassinent quelques-uns des rares planteurs ou convoyeurs français qui sont restés sur place après 1954. Mais personne parmi eux n'essaie de tuer Boulbet, il est vrai très respecté des habitants. Boulbet ne se mêle surtout pas de guerre ou de politique, concentré sur sa petite plantation qu'il finira de payer la veille de son départ définitif, et surtout sur ses recherches scientifiques.
Mais la guerre s'intensifie et se déplace au Sud. La région des hauts plateaux devient un enjeu important pour Hanoï comme pour Saigon. Des deux côtés on essaie de faire basculer dans son camp ces redoutables guerriers nus armés de lances et d'arbalètes, extraordinaires pisteurs. La réputation guerrière des Cau Maa', des Jörai, des Rhadé, des Stieng n'est plus à faire. Mais que pourraient ces peuples allant torse nu avec leurs pauvres boucliers et leur courage contre des avions, du napalm, des tanks, des mines, des M16 ou des AK 47 ? De mystérieux émissaires nocturnes, diemistes (partisans du Sud) ou communistes, approchent pourtant Boulbet, sachant son pouvoir de persuasion sur les locaux et la confiance qu'eux mettent en lui. Très vite, Boulbet se trouve face à un dilemme. Comment s'en sortir sans porter préjudice aux Cau Maa' ? sans les faire basculer dans un conflit qui les dépasse et qui les anéantirait ? La solution est simple. Pour lui, qui, pendant sa vie de jeune homme puis d'homme fait, a vécu dans ce qu'il voit comme le dernier paradis terrestre, peuplé de gracieuses naïades et de guerriers fiers, d'anciens respectables et de matrones actives, au sein d'une forêt merveilleuse, luxuriante et profuse, un départ est plus qu'un déchirement, c'est une tragédie. Mais il veut penser à eux d'abord. Pour ne pas les impliquer dans cette guerre et rendre vaines les sollicitations des uns et des autres, il décide donc de s'en aller.
Les communistes ne réagissent pas. Après tout, c'est un étranger menaçant qui s'en va. Mais les diemistes, les gens de Saigon, ne le lui pardonnent pas. Ils l'enferment bientôt et lui infligent une parodie de procès après l'avoir fait arrêter par la Sûreté sous un prétexte quelconque, inventé de toutes pièces. Au bout, il y a le risque de la peine de mort. À ce moment-là de sa vie, assez désespéré, Boulbet a vu ce que la solidarité humaine peut avoir de merveilleux. D'abord, les gens de l'ambassade de France se démènent. Le célèbre conservateur d'Angkor, Bernard-Philippe Groslier, invente pour lui, prévenu par Georges Condominas, un poste à sa mesure : il fait appeler Boulbet à Siem Reap, au Cambodge, par la Conservation, comme responsable de l'immense parc forestier d'Angkor, vu ses compétences de botaniste chevronné et de coureur des bois. Mais il faut d'abord sortir Boulbet du guêpier mortel où il macère. Et là, ce ne sont pas des Français mais des Vietnamiens qui le sauvent. Non pas des Cau Maa' mais bien des Vietnamiens du delta, de Blao, de Saïgon, commerçants, paysans, notables, qui l'ont bien connu, de façon épisodique et fragmentaire, au long des années, mais sans franches démonstrations d'amitié. Comme il disait lui-même : « des inconnus, ou quasi inconnus m'ont sauvé, sans rien gagner au bout sinon la perspective de gros soucis pour eux-mêmes … »[Où ?]. Nombreux, ils témoignent et les juges sont obligés d'innocenter Boulbet bientôt relâché.
Il part donc pour Siem Reap au Cambodge où l'attendent les temples d’Angkor. Nous sommes en 1963.

### Angkor
Jean Boulbet y joint la Conservation. Ayant dû cesser ses études après sa première partie de bac brillamment obtenue, il décide de les reprendre. Il passe d'abord sa deuxième partie de bac puis s'inscrit à l'Université de Phnom Penh, où il obtient une licence en géographie (directeur : Jean Fontanel). Il s'inscrit ensuite en ethnologie à l’École Pratique des Hautes Études-VIe section (directeur : Georges Condominas, jury : Lucien Bernot et Jacques Dournes, rapporteur : Claude Lévi-Strauss).
Devenu membre scientifique de l’École française d’Extrême-Orient (EFEO) qui le recrute en 1964, il est alors Représentant de l’EFEO auprès de la Conservation d'Angkor, et toujours Responsable du Parc forestier d’Angkor. Mais Groslier, sentant ses capacités de batteur d'estrade et sa volonté d'indépendance, constatant aussi son don d'observation et sa débrouillardise, lui propose de s'occuper en plus des « sites extérieurs » qui dépendent de la Conservation mais sont pour l'instant abandonnés à leur sort car trop éloignés de celle-ci et par manque de moyens et de personnels. Il le nomme Conservateur délégué du Phnom Kulen, à une cinquantaine de kilomètres au nord-est d'Angkor.
Installé près d'une rivière et formé comme maître-nageur et sauveteur, doté d'antibiotiques et autres médicaments, Boulbet sauve au long des années de nombreux Khmers de la noyade ou du paludisme et se fait ainsi, sans le savoir, autant d'amis qui, plus tard, vont l'aider dans sa découverte de sites archéologiques importants et, lorsque les Khmers rouges vont dominer la région, vont le sauver à leur tour. Il forme quelques assistant locaux qui l'accompagnent et relaient ses travaux et ses enquêtes, dont le plus doué, merveilleux pisteur, son premier assistant Ôo qui sera plus tard assassiné par les Khmers rouges.
À Angkor, Boulbet rédige la suite de ses études relatives au Viêt Nam,,,,,,,.
Assez vite, il décide de s’installer un campement permanent au Phnom Kulen, sorte de résidence secondaire pour lui dans le milieu forestier qu'il préfère entre tous, et camp de base pour commencer ses prospections dans la région. Le Phnom Kulen est situé entre la dépression centrale du Grand Lac et l’immense pédiplaine du Cambodge septentrional, dont l’échine gréseuse, d’environ 500 mètres d’altitude, avait provoqué l’apparition d’un milieu bio-géographique exceptionnel.
En déversant sur Angkor une rivière permanente sortie de son sommet et consacrée dès l’aube du IXe siècle, le Haut Lieu était devenu le château d’eau surélevé nécessaire aux établissements religieux et économiques des grands rois de l’empire khmer. Jean Boulbet en fit l’étude exhaustive, tant du point de vue des villageois qui l’habitaient, de son paysage vierge pourtant marqué par l’histoire, que sous les angles de la mythologie, de l’archéologie et du religieux. Il dresse la première carte précise de cette région du Mont des Litchis (Phnom Kulen) et deviendra, par la suite, collaborateur de l’Institut pour l’établissement de la Carte internationale du tapis végétal et des conditions écologiques au 1/1 000 000 de Toulouse (remplissant des blancs sur les cartes pour le Viêt Nam de la région de Blao, pour le Cambodge, du Kulen, pour la Thaïlande de la région Sud). Il a également contribué aux travaux de l’International Interim Committee for co-ordination of investigations of the Lower Mekong Basin pour l’étude de la couverture forestière au Laos et en Thaïlande du nord-est à la fin des années 1970. Il a collaboré enfin, dans la décennie 1980, avec le Centre national d’études spatiales français et l’Asian Institute of Technology de Bangkok pour l’exploitation cartographique d’imagerie satellite Spot sur la région de Phuket (Thaïlande du Sud),,,,.
Durant son séjour à Siem Reap, Boulbet recueille, les sauvant, de multiples animaux sauvages tout bébés, dont les parents ont été tués par des chasseurs ou des soldats, dont des gibbons, un couple de tigres, les panthères nébuleuses Sora et Soraya (qui seront envoyées en France au zoo du Jardin des Plantes, depuis l'aéroport de Phnom Penh bombardé, afin de leur laisser une chance de vivre en paix leurs dernières années), un chevrotain (ou cerf-nain), une civette, un ocelot, et même un éléphanteau (qui sera abattu quelques années plus tard par des Khmers rouges d'une rafale d'AK 47).
Au Kulen, Boulbet dresse la carte minutieuse du lieu pour la première fois et découvre plus d'une vingtaine de sites archéologiques importants et totalement inédits. Sa plus célèbre découverte est celle, en 1968, du site de Kbal Spean, la célèbre « Rivière aux Mille linga » (Phnom Kulen, Conservation d’Angkor).
Un film documentaire de 45 min, La Rivière des Mille Linga, retraçant cette découverte majeure a été réalisé en 1998 par l’Agence CAPA (film de Stéphane Meunier, Philippe Flandrin et Françoise de Mulder). Le film n'a encore jamais été télédiffusé en France.
C’est dans cette « Rivière aux Mille Linga », à Angkor, qu’une part de ses cendres a été dispersée, suivant son souhait, après sa mort survenue le 11 février 2007, par les soins de Moey, son épouse cambodgienne, et de Pierre Le Roux, son élève, en compagnie de son ami de Phuket, Francis Cossedu, qui a amené à cet effet depuis la Thaïlande les cendres et les os du défunt, pour tenir une promesse faite sur le lit de mort de Boulbet, en présence de très nombreux Khmers, des représentants locaux de l'EFEO et de touristes stupéfaits mais respectueux.
En 1970, des troupes nord-vietnamiennes envahissent le parc d'Angkor et placent des canons au sommet de plusieurs temples-montagne. La Conservation est inquiète des risques de bombardement américain que ces armes font courir au patrimoine irremplaçable dont elle a la charge pour le compte de l'UNESCO. Boulbet décide une nuit de franchir les lignes « Lon Nol » (troupes cambodgiennes aux ordres du général Lon Nol qui vient de renverser Sihanouk avec l'aide de la CIA américaine) puis les lignes nord-vietnamiennes, en compagnie de Bernard-Philippe Groslier qui ne parle pas vietnamien. Ils parviennent sans se faire tuer à rencontrer le chef des troupes nord-vietnamiennes et le convainquent de renoncer à armer le sommet des temples, évitant ainsi le risque d'un bombardement sur les temples et sur les villages khmers installés dans le Parc d'Angkor.
Puis les Khmers rouges commencent à s'installer durablement. Des paysans khmers réfugiés affluent alors de partout et s'installent dans des campements improvisés au sein même des ruines d'Angkor, redonnant vie éphémère à ces lieux antiques mais mettant aussi ces ruines fragiles en danger. Nommé Expert près de l’UNESCO au Cambodge, Boulbet s’occupe de ces réfugiés khmers et des européens ainsi que de la sécurité des temples. Il sera à nouveau nommé Expert de l'UNESCO en 1993 au moment où sera décidé l’avenir de la Conservation d’Angkor au sortir de la guerre et de l'occupation vietnamienne.
En 1970, c'est aussi le début de la fin à Angkor. Les Nord Vietnamiens sont partout. Il faut évacuer. Avec Michel Brunet, Boulbet s'active, va chercher tous les étrangers qu'il peut connaître, vivant dans la région, souvent dispersés. La plupart des Européens et autres étrangers péniblement rassemblés attendent leur rapatriement vers Phnom Penh à la Conservation. Ne reste qu'un couple de Français, M. Dourouze, le directeur du grand hôtel Angkor (Air France) et son épouse enceinte, bloqués dans leur hôtel en face d'Angkor Vat sous les tirs de mortier. Une ambulance militaire de la mission française arrive de Phnom Penh à Siemreap. Les officiers qui la conduisent n'osent pas aller chercher le couple sous le feu, soi-disant au risque de problèmes diplomatiques. Boulbet se porte volontaire pour essayer de les ramener. Il demande de l'aide et c'est l'archéologue Bruno Dagens qui se propose et qui prend le volant de l'ambulance, prêtée du bout des lèvres par les militaires qui recommandent « d'y faire attention ». Boulbet se place à son côté, fenêtre ouverte, le buste dehors, un drapeau blanc déployé. Ils avancent lentement, guidé par Boulbet qui règle l'allure en fonction des obstacles, trous, mines, miliciens khmers rouges, soldats nord-vietnamiens, etc. : « plus vite ! », « doucement », « avance », « attend… », parlant aux uns et aux autres dans leur langue, les noyant sous un flot de paroles apaisantes, passant finalement devant les soldats éberlués et indécis par manque d'ordres formels devant cette situation exceptionnelle pour eux… Boulbet et Dagens retrouvent le couple apeuré réfugié dans son hôtel, et le ramène sain et sauf à la Conservation d'Angkor. Puis Hervé Manac'h prend la suite et escorte le couple avec la même ambulance, jusqu'à Battambang où les militaires français les attendaient, pour rejoindre ensuite Phnom Penh.
Bernard-Philippe Groslier, dur mais toujours juste, demande alors à l'ambassade de France la légion d'Honneur pour Boulbet, sans informer celui-ci, tant cette action héroïque a impressionné l'ancien de la 2e DB qu'il est. Le ministère des Affaires étrangères accorde la croix de chevalier à Boulbet en juin 1970, à titre militaire « exceptionnel », ce qui est rarissime. Boulbet ne dira jamais à personne qu'il a reçu cette croix. Il ne portera jamais non plus la rosette. Mais, peu avant sa mort, il demanda que cette croix soit placée sur son cercueil durant la bénédiction donnée avant l'incinération car, au fond de lui, il était touché de cette marque de reconnaissance impromptue.

### L'après Angkor
Délogé du site des temples par l’invasion des Nord-Vietnamiens et des Khmers rouges, il quitte aussi son implantation du Phnom Kulen et va poursuivre ses recherches à Battambang où est recréée une base provisoire de l'École française d'Extrême-Orient et où Boulbet fonde l'Alliance française de Battambang en 1971. En 1975, alors que les Khmers rouges envahissent à son tour la ville, il essaie pendant des semaines de convaincre les rares Français qui y vivent encore, dont plusieurs missionnaires, de s'enfuir, prêt à les y aider. Souvent en vain. Il est finalement capturé par Mit Su, le chef local des Khmers rouges qu'il a connu dans une vie antérieure en tant qu'instituteur. Ayant sauvé de la noyade une parente de cet homme, celui-ci tient à lui rendre les dragées.
Alors que la plupart des Européens sont froidement assassinés à Battambang dans les dernières semaines avant la chute de Phnom Penh, Boulbet est ainsi mis au frais par les Khmers rouges pendant trois semaines. Les Khmers rouges le renvoient finalement à la frontière, vers la Thaïlande. S'étant enfui de chez lui avec une seule hotte cau maa' dans laquelle se trouvaient ses carnets, un appareil photo et un dictionnaire Larousse, au moment de s'en aller il offre ce dictionnaire au chef khmer rouge qui est resté amoureux de la langue française. Plus tard, Boulbet apprendra que ce dictionnaire fut la raison de la mort de Mit Su, exécuté par un de ses subalternes sur ordre de l'Angkar. Boulbet est ainsi l'un des derniers, sinon le dernier Européen à quitter le Cambodge et l'un des très rares étrangers à avoir été capturé par les Khmers rouges et à en sortir vivant, tout comme François Bizot quelques années plus tôt, et encore dans l'ambassade de France, en 1975, au moment de la chute de Phnom Penh.
Entré en Thaïlande, Boulbet se dirige vers Bangkok mais c’est à Nonthaburi, dans une maison de bois traditionnelle, non loin de la capitale thaïlandaise, qu’il se fixe provisoirement, avec l’intention de parcourir son nouveau pays d’accueil, en quête d’un lieu idéal pour s’enraciner quelque part.
À l’occasion de ces années d’errance, propices à une réflexion plus large, il réalise son rêve de voyages dans d’autres zones équatoriales et tropicales pendant lesquels, par comparaison, il approfondit sa pensée sur le milieu et les conditions qui caractérisent l’Asie du Sud-Est, sur l’alternance nette des deux saisons qui font naître le régime des moussons, auxquelles s’ajoutent les effets d’une continentalité relative qui isole et protège pour rendre, au sens large, cette unité géographique telle qu’elle est depuis des siècles, mais aussi, bientôt, à cause des hommes et de leurs aménagements, telle qu’elle va devenir.
En 1978, il établit définitivement son domicile à Phuket. Séparé de force de sa première épouse cambodgienne à cause des Khmers rouges, il se remarie avec une Thaïlandaise dont il aura bientôt un fils, Marcel, sur le tard. Dans un premier temps, Boulbet achève ses travaux laissés en chantier au Cambodge, puis il reprend ses recherches sur les hommes, ici ceux des forêts du Sud mais aussi de la mer, avec un regard renouvelé, dans un monde qui n’aura jamais cessé de changer sous ses yeux.
Phuket est une île originellement peuplée de Malais musulmans, qui forment une importante partie de la population, et de Thaï du Sud ou Phak Tai. Et la région entière, les provinces de Phang Nga et Krabi notamment, qu'il affectionne de parcourir en tous sens, est autant terre bouddhique que musulmane. On trouve également en nombre dans cette région côtière et insulaire des peuples de nomades marins, tels que les Moken, dont certains se sont sédentarisés, comme les Moklen Kala', les Urak Lawoy, et les Samsam.
Boulbet explore pendant des années les immenses baies de Ao Phang Nga, Ao Loek et Krabi qui ressemblent étrangement, mais la végétation et le soleil en plus, à la fameuse baie d'Along au Viêt Nam, avec leurs centaines d'îles, d'îlots et de pitons calcaires plantés anarchiquement dans la mer. Dans cette myriade d'archipels, de pics et d'aiguilles creuses évoluent des pêcheurs mais aussi de nombreux pirates et des collecteurs de nids d'hirondelles dont le prix au kilo vaut son pesant d'or. Boulbet dresse la première carte exacte de cette aire immense (voir Vers un sens de la terre, 1995) et découvre dans les innombrables anfractuosités et criques minuscules de ce dédale colossal de nombreuses traces archéologiques inédites. Parmi elles, outre de nombreuses grottes remarquables comme la « grotte de cristal », ou celle « de l'ancêtre à la grosse tête » (Tham Phi Hua To), des sépultures néolithiques, des sites pariétaux aux ornements d'ocre datant de la préhistoire, des lieudits naturels remarquables, souvent camouflés sous une végétation profuse, où vivent en paix des singes langurs ou des varans. Il est bientôt le meilleur connaisseur de cette baie gigantesque et des trésors historiques et naturels qu'elle recèle. Meilleur même que les marins et guides locaux qu'il forme en les recrutant avec leur bateau, au long de ses pérégrinations presque quotidiennes. Ces mêmes hommes formés par lui se révèleront par la suite de merveilleux guides pour les millions de touristes qui débarqueront dans cette baie jusqu'ici délaissée, à partir du début des années 2000.
Avec le tourisme débarquent les excès que subissent les animaux sauvages. Boulbet, indigné de voir comment sont traités de nombreux gibbons capturés et obligés de vivre dans les bars de Phuket, assourdis de leur cacophonie nocturne et enfumés, tente d'en récupérer le plus possible, en les rachetant, et les confient aux gardes forestiers du parc régional naturel de Koh Boï (Krabi), dans la baie, créant avec eux une première réserve naturelle de gibbons car ces anthropoïdes aux longs bras ont besoin d'une forêt luxuriante pour vivre et cette île double est recouverte d'une forêt dense primaire intouchée. Elle tient son nom du dialecte samsam, mêlant des mots thaï et malais (Koh est le mot thaï pour « ile » et Boï est l'abréviation locale du mot malais bohoyo, « crocodile »).
Il étudie la flore locale, très riche et variée puisque relevant de la flore dite « malaise », c'est-à-dire équatoriale et dont la plupart des espèces végétales et animales sont encore inconnues, y compris la mangrove. Partout où il peut, amoureux des arbres depuis toujours, Boulbet en plante, au service des communautés locales, aussi bien dans un wat bouddhique que dans un cimetière musulman. En 2000, l'un de ses premiers guides locaux, très âgé, l'imam Thu Hat, meurt.
Ses fils demandent alors à Boulbet de laver rituellement avec eux le corps de leur père, très respecté dans le monde musulman. Honneur rare et important partagé avec son élève informel, Pierre Le Roux. Ce sont également eux qui sont chargés de la mise en terre dans le cimetière. En vingt ans, Boulbet plante, pour leur seule esthétique amenant à la rêverie et à la poésie, la plupart des arbres, filaos, borasses, cocotiers, pandanus, badamiers, qui ornent la plage de Patong, aujourd'hui l'une des plus fameuses stations balnéaires du monde.
Il découvre au passage des plantes inconnues ou pensées disparues, comme kerriodoxa elegans, le palmier de Phuket, unique au monde, mais aussi d'autres palmiers ou plantes. Il sauve également de très nombreux géants forestiers, des ficus, des terminalia, des hopea, des shorea, etc. de la coupe sauvage en les achetant ou les louant aux propriétaires des parcelles qui, eux-mêmes veulent préserver ces grands arbres au bois précieux mais n'osent pas seuls s'opposer aux riches compagnies forestières ou à l'administration. Bien après la mort de Tabé, la plupart de ces géants sauvés de la hache se dressent encore sur leurs lointains sommets, témoins de solides amitiés paysannes et de l'attachement des hommes du cru aux arbres. Boulbet a une prédilection particulière pour les banians, notamment pour les ficus étrangleurs ou tentaculaires (surtout ficus religiosa) et pour les « cocotiers de forêt », les rarissimes orania sylvicola au bois très dur. Il a également une passion pour les dipterocarpus alatus qu'il avait déjà connu (et planté) au Cambodge, notamment dans le Parc d'Angkor, sous le nom local de choe teal ou zieng).
Au milieu des années 1980, il conseille les autorités thaïlandaises, à leur demande, pour la création et l'extension à Phuket de la réserve nationale de faune et de flore de Khao Phra Thaew et pour la création du très beau musée ethnographique de Phuket, financé partiellement, grâce à lui, par l'ambassade de France en Thaïlande.
À la même époque, il découvre de nombreux ermitages bouddhiques oubliés, toujours créés au sein de sites naturels remarquables (cascades imposantes, sous-bois riches en palmes gracieuses, roches étranges), hauts lieux d'un art naïf et éphémère qu'il contribue à sauver, comme à Bang Thoey (le village des bananiers) (Thap Put, Phang Nga), aux dizaines d'étranges statues géantes de terre argileuse en forme humaine et aux chevelures faites de fibres de palmier Arenga,,,,,,.

### Dernières années
Fondateur et premier président de l’Alliance française de Phuket (Thaïlande) à la fin des années 1980, il devient le premier consul de France honoraire de Phuket dans les années 1990, après sa retraite comme chercheur scientifique.
Jean Boulbet arpenta durant plus de quarante ans les forêts primaires ou secondaires, les forêts claires ou inondées du Viêt Nam, du Cambodge et de la Thaïlande, qu’il connaissait mieux que quiconque. Il entreprit de longues incursions comparatives dans les sous-bois de Bornéo, de Sumatra et Sulawesi, en Indonésie et en Inde. Ses séjours pour étude comparée des couvertures forestières allèrent jusqu’en Amazonie (Brésil, Guyane) et en Afrique centrale (Tchad, Côte d’Ivoire, Cameroun). Partout, il cherchait à ethnographier de l’intérieur les peuples rencontrés, explorant des terres méconnues, dressant des cartes (dont, pour la première fois, en 1984, celle de la couverture forestière de toute l’Asie du Sud-Est, publiée à l'EFEO dans Forêts et Pays), découvrant périodiquement trésors botaniques et archéologiques, habitants humains originaux, animaux sauvages rares.
Jusqu'à la fin de sa vie, il défend du mieux possible les animaux et les plantes qui l'entourent. Son dernier compagnon est ainsi un écureuil arboricole sauvage (Sciuridae callosciurus) suffisamment apprivoisé par ses soins amicaux pour une visite quotidienne depuis les branches des géants qui surplombent la dernière maison de Boulbet, toujours sur pilotis et au centre d'un paradis forestier recréé par ses soins, aux premières lueurs de l'aube, moment préféré entre tous par Boulbet pour son silence, sa majesté et sa beauté étrange partagés des seuls intimes.
Véritable écologiste de cœur, Jean Boulbet a voulu, au soir de sa vie, transmettre un message d'espoir aux générations futures, les chargeant de prendre soin des grandes forêts tropicales et équatoriales, les poumons du monde, en danger de disparition rapide. C'est ce qui l'a motivé à publier un dernier ouvrage scientifique en forme de testament spirituel optimiste, s'en remettant aux lecteurs et aux jeunes à venir pour aimer autant que lui et défendre les arbres et le monde sauvage qui l'ont tant fasciné. Il s'agit de Vers un sens de la terre (1995).
Les dernières lignes du dernier tome de sa biographie disent encore : « A l'automne de ma vie, les images placées sur mes murs se rapportant aux lieux de ce dernier livre fouillent davantage le domaine floral et botanique que mes vies passées au Cambodge d'Angkor et au Viêt Nam des Cau Maa' : des fleurs s'exhibent, croulent en masse, sortent d'un isolement discret, des géants de la forêt reposent leurs bases sur d'énormes racines à contreforts surgissant de sous-bois caractéristiques et décoratifs, remarquables par la grâce lumineuse des palmes, le désordre harmonieux des composants des grandes sylves tropicales de cet univers forestier où je me suis si souvent perdu et retrouvé ! Un monde végétal au mieux de sa réussite qui m'a tant appris, en m'éprouvant et m'envoûtant ».
Atteint d’un cancer du larynx dans ses dernières années, Boulbet avait du mal à s'exprimer. En 2004, Pierre Le Roux et Peter Livermore ont filmé chez lui ce qui fut probablement sa dernière interview en vue de diffusion télévisée. Quelques semaines après cette interview, il subit une laryngectomie.

### Postérité
Ensuite il rappelle la figure d'Henri Maitre, grand explorateur de cette région au début du XXe siècle, auteur de Les Jungles Moï (1912), qui ne réussit pas à explorer le territoire des Cau Maa' et finit assassiné par des Mnong en 1914. Enfin Boulbet évoque son propre parcours, réussi pour l'exploration du Pays maa', et donc son premier contact avec les Cau Maa' au début des années 1950, à l'époque encore belliqueux et insoumis
.
Dans les années 1960, il reçoit à Siem Reap la visite de Pierre Schoendoerffer pendant plusieurs semaines. L'écrivain s'inspira de la vie passée de Boulbet chez les Cau Maa' pour son roman L'Adieu au roi. En 1980, la vie de Boulbet au Cambodge a inspiré pour partie l'écrivain Loup Durand, qui a visité Boulbet à Phuket et l'a interrogé de longs jours, pour le personnage principal de son roman Jarai. En 2007, c'est François Bizot, intime de Boulbet au Cambodge, qui s'est inspiré à son tour de la vie de Jean Boulbet pour son roman Le Saut du Varan.
En 1984, Jean Boulbet participe au tournage du film La Déchirure (The Killing Fields), drame historique britannique de Roland Joffé, réalisé à Phuket, y jouant le rôle du consul de France dans l'ambassade de France de Phnom Penh.
Au retour de son voyage vers le Brésil et la Guyane, dans les années 1980, il fait escale en Inde où il est confondu par les autorités avec le ministre soviétique des Affaires étrangères, apparemment son sosie. Au lieu de la modeste auberge qui lui était destinée, comme à tous les autres passagers du vol, il est reçu royalement par un maharadjah comme il le décrivait lui-même, en fait le portier d'un palace où il passe une étrange nuit de rêve, après avoir fait honneur à la gastronomie, sans débourser un liard …

## Œuvres
Ouvrages
- Pays des Maa’. Domaine des génies. Nggar Maa’, Nggar Yaang. Essai d’ethno-histoire d’une population proto-indochinoise du Viêt Nam Central, Paris, École française d’Extrême-Orient, 152 p, photos, cartes, 1967 [carte inédite de la région de la boucle du Donnaï].
- Dialogue lyrique des Cau Maa’, Paris, École française d’Extrême-Orient, 116 p., photos, 1972.
- Les Sites archéologiques de la région du Bhnam Gulen (Phnom Kulen), Paris, Annales des musées Guimet et Cernuschi (numéro spécial Arts asiatiques, XXVII), 132 p., photos, cartes, 1973 (avec Bruno Dagens) [relevé exhaustif et carte inédite des sites découverts par Jean Boulbet].
- Paysans de la forêt, Paris, École française d’Extrême-Orient, 147 p., cartes, photos, 1975.
- Phuket, Bangkok, Sangwan Surasarang Press, 47 p., cartes, photos (français-anglais), 1979 (rééd. revue et augmentée : 1984).
- Le Phnom Kulen et sa région, carte et commentaire, Paris, École française d’Extrême-Orient (Textes et documents sur l’Indochine, XII), 136 p., photos, cartes, 1979 [carte inédite de la région du Mont Kulen].
- Évolution des paysages végétaux en Thaïlande du Nord-Est, Paris, École française d’Extrême-Orient, 76 p., photos, 1982.
- Forêts et pays. Carte schématique des formations forestières dominantes et de l’occupation humaine. Asie du Sud-Est, Paris, École française d’Extrême-Orient, 134 p., cartes, photos, 1984 [carte inédite de la couverture forestière en Asie du Sud-Est].
- Un Héritage étrange : les roches peintes. Sites inédits de Thaïlande du Sud. Provinces de Phang Nga et Krabi, Bangkok, Sangwan Surasarang, 36 p., cartes, photos (résumés français-thaï-anglais), avec le concours du ministère français des Affaires étrangères, 1985 [description des sites pariétaux découverts par Jean Boulbet].
- Phuket. Réserve de faune et de flore de Khao Phra Thaew, Phuket, Andaman Press, 80 p., cartes, photos (français-anglais-thaï), 1986 (avec Nophadol Briksavan).
- Phuket. Image satellite Spot et son exploitation de terrain. Six panneaux commentés, Toulouse/ Paris/Bangkok, Centre national d’études spatiales, École française d’Extrême-Orient, Asian Institute of Technology, 1988.
- Vers un sens de la Terre[37]. Recul des lisières de la forêt dense en Thaïlande méridionale durant les deux dernières décennies / Towards a sense of the Earth. The retreat of the dense forest in Southern Thailand during the last two decades, Pattani, Prince of Songkla University (Grand Sud, 5), avec le concours de l’École française d’Extrême-Orient, 138 p., cartes, photos (français-anglais), 1995 [carte inédite de la Thaïlande du sud-ouest, par Jean Boulbet].
- De Palmes et d'épines, tome 1, Vers le Domaine des génies (Pays maa', Sud Viêt Nam, 1947-1963), Paris, Éditions SevenOrients, 2002,  (ISBN 978-2-914936-00-2)
- De Palmes et d'épines, tome 2, Vers le paradis d'Indra (Cambodge, 1963-1975), Paris, Éditions SevenOrients, 2003,  (ISBN 978-2-914936-05-7)
- De Palmes et d'épines, tome 3, Vers le port d'attache (Phuket, Sud de la Thaïlande, 1975-2007), Paris, Éditions SevenOrients, 2009,  (ISBN 978-2-914936-17-0)

Articles
- « Quelques aspects du coutumier (Ndrii) des Cau Maa’ », Bulletin de la Société des études indochinoises, XXIII, Saigon, 1957, p. 3-178.
- « Trois légendes maa’ », France-Asie no 139, Saigon, 1957, p. 399-402.
- « Découverte d’un troisième lithophone préhistorique en pays mnong-maa’ », L’Anthropologie no 62, 1957, p. 486-502 (préface de Georges Condominas).
- « Introduction à l’étude de la forêt dense », Annales de la Faculté des Sciences, Saigon, 1960, p. 239-260, (avec Jean-Pierre Barry, Phung Trung Ngân et H. Weiss).
- « Description de la végétation en Pays maa’ », Bulletin de la Société des études indochinoises, XXXV, 1960, p. 545-574.
- « Bördee au rendez-vous des Génies », Bulletin de la Société des études indochinoises, XXXV, 1960, p. 627-650.
- « Modes et techniques du Pays maa’ », Bulletin de l’École française d’Extrême-Orient, LII, 1965, p. 359-414.
- « Le miir, culture itinérante avec jachère forestière en Pays maa’ », Bulletin de l’École française d’Extrême-Orient, LIII, 1966, p. 77-98.
- « Le tragique destin des Maa’ », Études cambodgiennes, Phnom Penh, no 11, p. 14-21, 1967.
- « Phnom Kulen », Études cambodgiennes, Phnom Penh, no 16, p. 20-35, 1968.
- « Des femmes budih à quelques apsaras originales d’Angkor Vat », Arts asiatiques, XVII, p. 209-218, 1968.
- « Le gibbon », Nokor Khmer, I, Phnom Penh, p. 48-61, 1969.
- « Kbal Spean, la Rivière aux Mille Linga », Nokor Khmer, Phnom Penh, I (2), p. 2-17, préface de Jean Filiozat, de l’Institut, directeur de l’EFEO, 1970 [découverte et description du site].
- « Le décor forestier », Nokor Khmer, Phnom Penh, II, p. 44-69, dessins d’Hervé Manac’h, 1970.
- « Phnom Kulen, paysage rural particulier au Cambodge », p. 193-205 in Jacques Barrau, Lucien Bernot, Isaac Chiva et Georges Condominas (sous la dir. de) : Agricultures et sociétés en Asie du Sud-Est, Paris, Mouton, n. s. Études rurales, 53-56, 1974.
- « Forest degradation in Northeastern Thailand between 1954 and 1973 », chapitre 2, « Rural Landscapes », chapitre 3 (photos) in : Interim Committee for co-ordination of investigations of the Lower Mekong Basin. Lao People’s Democratic Republic, Kingdom of Thailand and Socialist Republic of Viêt Nam (eds) : Interpretation of Remote Sensing Imagery, mkg/R.231, 1979.
- « Découvrir ou retrouver. Autour des dernières prospectives de l’EFEO dans la région du Phnom Kulen (1967-1970) », p. 165-181 in Cambodge II, Paris, Ed. de l’École des Hautes études en sciences sociales [n. s. Asie du Sud-Est et Monde Insulidien, xv (1-4)], 497 p., 1984 [genèse de la découverte du site de Kbal Spean par Jean Boulbet].
- « Du mythe à la parure.L’oiseau chez les Cau Maa’ (Viêt Nam) », p. 695-716 in P. Le Roux & B.Sellato (sous la dir. de) : Les Messagers divins.Aspects esthétiques et symboliques des oiseaux en Asie du Sud-Est/Divine Messengers, Bird Aesthetics and Symbolism, Paris/Bangkok, Connaissances et Savoirs et SevenOrients/IRASEC, 862 p., 2006.

## Filmographie
de Jean Boulbet
- En pays maa'. Coutume et techniques traditionnelles du peuple maa', tribu proto-indochinoise des hauts plateaux du Sud-Viêt Nam (31 min, 1963)[38]
- O Mère Paddy ! Culture du riz de montagne et cérémonies religieuses rendues à la Mère Paddy, représentation symbolique du riz (25 min, 1963)[39]

Il s'agit de deux très beaux films ethnographiques tournés fin 1962 et réalisés au début de janvier 1963 réalisés par Jean-Pierre Barry et Jacques Fabre (Mission culturelle française de Saigon), dont l'auteur est Jean Boulbet (EFEO), avec les RRPP Boutary et Moriceau (Missions étrangères de Paris) et Georges Condominas (EHESS) comme conseillers techniques et coauteurs. Musique enregistrée par le RP Boutary et par Jean Boulbet, chants sacrés traditionnels et prières recueillies par Jean Boulbet (Cau Maa') et par Georges Condominas (autres groupes).
Le livre qui correspond au film En pays maa'  est Pays des Maa'. Domaine des génies. Nggar Maa', Nggar Yaang. Essai d'ethno-histoire d'une population proto-indochinoise du Viêt Nam Central (1967). Il s'agit de son diplôme de l'École pratique des Hautes études de l'auteur (rapporteur Claude Lévi-Strauss, directeur G. Condominas).
Les travaux qui correspondent au film O Mère paddy sont un article de 1966 publié dans le BEFEO : Le miir, culture itinérante avec jachère forestière en Pays Maa' , ainsi que le livre Paysans de la forêt (1975).
Sur Jean Boulbet, hommage et documentaire de 23 minutes avec un lien externe
- Jean Boulbet - ethnologue, géographe, botaniste... Hommage à Jean Boulbet sur le site Rawai.fr avec une biographie par François Bizot, un hommage par Thierry Costes, son ultime interview dans le film documentaire de 22 min 54 s réalisé en 2004 par Pierre Le Roux et Peter Livermore, des photos du dernier sanctuaire Cau Maa'  ainsi que des notes et références.